# Stefan Widomski
Stefan Widomski (ur. 1943 w Warszawie) – polski przedsiębiorca, tłumacz, negocjator i dyplomata. Tłumacz prezydenta Finlandii Urho Kekkonena. Wiceprezes (Senior Vice President) koncernu telekomunikacyjnego Nokia. Od 1993 konsul honorowy RP w Espoo. Najbogatszy Polak w Finlandii.

## Życiorys

### Młodość i emigracja
Jego ojciec pracował na poczcie, a jego matka była krawcową. Dorastał na Woli, czyli w robotniczej dzielnicy Warszawy. Ukończył Technikum Telekomunikacyjne. Studiował prawo na Uniwersytecie Warszawskim. W 1966 wyjechał do Finlandii. Początkowo trudnił się naprawami telewizorów, później pracował w księgarni. Po półtora roku opanował język fiński na tyle dobrze, że zdał na uniwersytet, studiował ekonomię i historię polityczną.

### Praca zawodowa
W 1972 podjął pracę handlowca w koncernie Nokia. Zajmował się handlem zagranicznym głównie z państwami bloku wschodniego i ZSRR. Był też tłumaczem przysięgłym oraz tłumaczem prezydenta Finlandii Urho Kaleva Kekkonena w latach 70. Wieloletni prezes zarządu Fińsko-Rosyjskiej Izby Handlowej, następnie także jej honorowy członek. Wieloletni prezes okręgu Południowej Finlandii Towarzystwa Finlandia-Rosja. Od stycznia 2006 do grudnia 2008 doradca ds. Rosji w SITRA, Narodowym Funduszu Niepodległości Finlandii. Pełni funkcję honorowego konsula polskiego.
Od lipca 2006 jest na emeryturze.

## Upamiętnienie
W roku 2006 w Finlandii opublikowano jego biografię w wydaniu książkowym pod tytułem „Stefan Widomski i rozmowy telefoniczne z Moskwą” (fiń. Stefan Widomski ja puhelut Moskovaan). Telewizja Finlandii wyprodukowała dwa programy o jego drodze życiowej.

## Odznaczenia
- Krzyż Komandorski z Gwiazdą Orderu Zasługi Rzeczypospolitej Polskiej (2015)[4]
- Orderem Kawalerski Lwa Finlandii 1. klasy
- Złota Odznaka Towarzystwa Finlandia-Rosja

## Życie prywatne
Dwukrotnie żonaty, ma troje dzieci. Mieszka na stałe w Helsinkach.